# 興津博規
興津 博規（おきつ ひろき、1975年7月16日 - ）は、日本の男性ベーシスト・作曲家。ジャズ、ラテン、R&B、ポップス、ロック、演歌、シャンソン、ヨーロッパ音楽（アイリッシュ）などジャンルを問わず幅広くオールジャンルで愛知県を中心に全国で活動。多くのアーティストのサポートやコンサート、イベントなどで毎年多くのステージをこなし、名古屋で最も忙しいベーシストとして知られる。
グルーブ感のあるベースライン、メロディアスなソロ、そして高い読譜能力で数多くのアーティストから信頼されている。音楽学校の指導も15年以上続けており、これまでに2,500人以上の生徒を指導してきた。
F-Clef Music代表。

## 略歴・人物
奈良県奈良市出身。幼少の頃からエレクトーンを始め、13歳よりエレキベースを始めた。中学・高校では軽音楽部でロック系のバンドで演奏。
1991年、16歳より大阪のプロ・アマ混合のビッグバンドに加入しホテルのラウンジショー、ダンスパーティー、レストランでの演奏の仕事を始める。
1993年、18歳の頃に岡尚史、山田祥央に師事。コンボ編成のジャズバンドなどで演奏仕事は多数。また、KENTO'S（ケントス）などでオールディーズ系のショーバンドとしての演奏も始める。
1998年、23歳で 名古屋に移住。ライブや演奏活動を続ける傍ら、専門学校などで音楽教育にも従事。
演奏内容は多岐に渡り、ほぼオールジャンルで演奏が可能。名古屋の錦のクラブなどでも毎晩演奏。1年間で最多1800ものステージを演奏していたこともある。
2006年、F-Clef Musicを設立。各種イベントプロデュース、奏者の派遣、また各種音楽教室を展開。
日野皓正、Mike Stern、後藤浩二などのビックネームをはじめ、日本の有名ジャズミュージシャンとも多数共演。現在も多くのアーティストのサポートやライブ、コンサート、イベント等で数多くのステージをこなし1年間のステージ数は毎年600を超えている。グルーヴ感のあるベースプレイや、高い初見能力・譜面読解力で有名。
音楽学校での指導も続けており、のべ2500人の生徒を指導。
- 名古屋スクールオブミュージック専門学校 プロミュージシャン科 講師
- 専門学校HAL名古屋 ミュージック学科 講師
- 名古屋芸術大学　芸術学部芸術学科　講師

## 作品
- きよし子の夜（2015年）

華やかなクリスマスの影に視点を移した社会的問題作。2016年12月この動画をインターネットやSNSにアップしたところ反響を呼び、様々なアーティストによってカバーされた。

## 参加
- 後藤浩二トリオ
- 岡田組
- ナタリー成田とニューカミングアウツ
- Jafro Fuzz Nation
- L-mundo
- なんかおもしろそう
- 森谷ワカバンド
- Jazz Survivors
- STING Songbook
- 悠情楽団
- It’s MONO Trio
- Share the Orchestra

## 主な共演
順不同、敬称略
- Mike Stern（ジャズギタリスト）
- デニス・チェンバース（ドラマー）
- Sonny Emory（ドラマー）
- つのだ★ひろ
- グッチ裕三
- 真矢
- 小金沢昇司
- 香田晋
- 山本リンダ
- 越智順子
- Char
- 花*花
- ローリー寺西
- プリスカ・モロツィ
- ポニー東山
- 堀絢詞
- 後藤浩二
- 黒田敦司
- 浜村美智子
- 阪井楊子
- ロス・インディオス
- 神谷えり
- 木根尚登
- 高橋誠（ヴァイオリン）
- 功刀丈弘（フィドラー）
- 悠情（フィドラー）
- 今岡友美（ヴォーカル）など